# William Veech
William Austin Veech (* 24. Dezember 1938 in Detroit, Michigan; † 30. August 2016 in Houston, Texas) war ein US-amerikanischer Mathematiker.
Veech studierte am Dartmouth College (Bachelor-Abschluss 1960) und promovierte 1963 an der Princeton University bei Salomon Bochner (Almost Automorphic Functions). Er war seit den 1970er Jahren Professor an der Rice University in Houston, wo er „Edgar Odell Lovett Professor“ war. 1968/69, 1972 und 1976/77 war er Mitglied des Institute for Advanced Study. Veech beschäftigte sich mit topologischer Dynamik, Ergodentheorie, Funktionentheorie (Dynamik in Teichmüller-Räumen) und fastperiodischen Funktionen.
Von 1971 bis 1973 war er Sloan Research Fellow. Er war Fellow der American Mathematical Society.

## Schriften
- Topological Dynamics, Bulletin AMS, Bd.83, 1977, S. 775–830
- Interval exchange transformations, Journal Anal. Math., 33, 1978, 222–278
- Gauss measures for transformations on the space of interval exchange maps, Annals of Mathematics, 115, 1982, 201–242
- The metric theory of interval exchange transformations, Teil 1,2, American J. Math., 106, 1985, 1331–1359, 1361–1387
- Teichmüller Geodesic Flow, Annals of Mathematics, 124, 1986, 441–530
- Moduli spaces of quadratic differentials, J. Anal. Math., 55, 1990, 117–171
- Teichmüller curves in modular space, Eisenstein series and an application to triangular billards, Inv. Math., 97, 1998, 553–583
- Flat Surfaces, American Journal of Mathematics, 115, 1993, 589–689
- Siegel Measures, Annals of Mathematics, 148, 1998, 895–944